# Bakuriani
Bakuriani (en georgiano: ბაკურიანი) es un asentamiento urbano del suroeste de Georgia, situado en el norte de la región de Mesjetia-Yavajetia y parte del municipio de Boryomi. El sitio es uno de los resorts de invierno y esquí más populares de Georgia.  

## Geografía
Bakuriani se sitúa en las estribaciones de la cordillera de Trialeti, a 30 km de Boryomi.  
La región alrededor de Bakuriani está cubierta por bosques de coníferas, principalmente de abetos. El área actual de la ciudad fue construida por flujos de lava del cercano volcán Mujera.

### Clima
El clima de Bakuriani es de transición de marítimo húmedo a continental relativamente húmedo. Los inviernos son fríos y experimentan nevadas significativas, mientras que los veranos son largos y cálidos. La temperatura media anual de la localidad es de 4,3 °C; la temperatura promedio en enero es de −7,3 °C mientras que la temperatura promedio en agosto es de 15 °C. La precipitación anual es de 734 mm y la profundidad de la nieve de diciembre a marzo es de 64 cm. Bakuriani también alberga el Jardín Botánico de la Academia de Ciencias de Georgia.
| Parámetros climáticos promedio de Bakuriani                 | Parámetros climáticos promedio de Bakuriani | Parámetros climáticos promedio de Bakuriani | Parámetros climáticos promedio de Bakuriani | Parámetros climáticos promedio de Bakuriani | Parámetros climáticos promedio de Bakuriani | Parámetros climáticos promedio de Bakuriani | Parámetros climáticos promedio de Bakuriani | Parámetros climáticos promedio de Bakuriani | Parámetros climáticos promedio de Bakuriani | Parámetros climáticos promedio de Bakuriani | Parámetros climáticos promedio de Bakuriani | Parámetros climáticos promedio de Bakuriani | Parámetros climáticos promedio de Bakuriani |
| Mes                                                         | Ene.                                        | Feb.                                        | Mar.                                        | Abr.                                        | May.                                        | Jun.                                        | Jul.                                        | Ago.                                        | Sep.                                        | Oct.                                        | Nov.                                        | Dic.                                        | Anual                                       |
| ----------------------------------------------------------- | ------------------------------------------- | ------------------------------------------- | ------------------------------------------- | ------------------------------------------- | ------------------------------------------- | ------------------------------------------- | ------------------------------------------- | ------------------------------------------- | ------------------------------------------- | ------------------------------------------- | ------------------------------------------- | ------------------------------------------- | ------------------------------------------- |
| Temp. máx. media (°C)                                       | -0.5                                        | -0.2                                        | 3.7                                         | 9.3                                         | 14.6                                        | 17.8                                        | 20.6                                        | 20.8                                        | 17.5                                        | 12.9                                        | 6.2                                         | 1.3                                         | 10.3                                        |
| Temp. media (°C)                                            | -5.6                                        | -5.3                                        | -1.4                                        | 3.5                                         | 8.5                                         | 11.4                                        | 14.1                                        | 14.2                                        | 10.4                                        | 6.5                                         | 1.2                                         | -3.3                                        | 4.5                                         |
| Temp. mín. media (°C)                                       | -10.7                                       | -10.4                                       | -6.4                                        | -2.3                                        | 2.5                                         | 5                                           | 7.6                                         | 7.6                                         | 3.4                                         | 0.2                                         | -3.8                                        | -7.9                                        | -1.3                                        |
| Precipitación total (mm)                                    | 52.3                                        | 56.8                                        | 62.9                                        | 72.3                                        | 112.2                                       | 110.5                                       | 70.9                                        | 66.5                                        | 61.5                                        | 68.4                                        | 55.3                                        | 51.1                                        | 840.7                                       |
| Nevadas (cm)                                                | 30                                          | 23                                          | 29                                          | 14                                          | 0                                           | 0                                           | 0                                           | 0                                           | 0                                           | 7                                           | 20                                          | 26                                          | 149                                         |
| Días de precipitaciones (≥ 0.01 in)                         | 12.9                                        | 12.9                                        | 14.5                                        | 14.3                                        | 18.7                                        | 18.1                                        | 14.2                                        | 12.7                                        | 11.6                                        | 11.8                                        | 10.4                                        | 11.0                                        | 163.1                                       |
| Días de lluvias (≥ 5 mm)                                    | 0.2                                         | 1.0                                         | 4.7                                         | 9.5                                         | 17.5                                        | 13.0                                        | 10.9                                        | 9.1                                         | 10.3                                        | 10.2                                        | 2.4                                         | 0.4                                         | 89.2                                        |
| Días de nevadas (≥ 5 cm)                                    | 14.4                                        | 12.8                                        | 11.8                                        | 5.4                                         | 0.1                                         | 0                                           | 0                                           | 0                                           | 0                                           | 1.5                                         | 5.9                                         | 10.7                                        | 62.6                                        |
| Fuente n.º 1: Climate averages (1981-2016) - Weather Spark  |                                             |                                             |                                             |                                             |                                             |                                             |                                             |                                             |                                             |                                             |                                             |                                             |                                             |
| Fuente n.º 2: Precipitation at 1665m ASL (1936-1992) - NOAA |                                             |                                             |                                             |                                             |                                             |                                             |                                             |                                             |                                             |                                             |                                             |                                             |                                             |

## Historia
Los primeros habitantes de Bakuriani fueron ucranianos. En 1816, 460 familias de ucranianos se establecieron en el valle de Boryomi. Los ucranianos trabajaban en el procesamiento de la madera, que se exportaba a Alemania para fabricar instrumentos musicales.
Los hoteles se construyeron en Bakuriani desde principios del siglo XX después de que el ferrocarril de vía estrecha Boryomi-Bakuriani comenzara a operar en 1902.  Este lugar era el lugar de vacaciones favorito de la familia real rusa y el palacio real aún se conserva aquí.  
En la época soviética se añadieron sanatorios y casas de convalecencia. En 1926, Bakuriani obtuvo el estatus de municipio.  En la prensa soviética de esa época, Bakuriani fue llamada "la capital de los deportes de esquí soviéticos" y "Davos soviética". 
Los edificios se privatizaron después de la independencia de Georgia en 1991 y desde entonces se han modernizado. La nueva clase alta de Georgia ha construido villas aquí.En 2005, Bakuriani fue nominado como uno de los candidatos para albergar los Juegos Olímpicos de Invierno de 2014 pero no llegó a ser finalista. 

## Demografía
La evolución demográfica de Bakuriani entre 1939 y 2023 fue la siguiente:
| 1773                                            | 3733 | 1985 | 1879 | 1737 |
| (Fuente: Population of Georgia in Soviet times) |      |      |      |      |

Según el censo de 2014, los georgianos constituían el 59% de la población local.
|              | 1939      | 1939       | 2014      | 2014       |
| Grupo étnico | Población | Porcentaje | Población | Porcentaje |
| ------------ | --------- | ---------- | --------- | ---------- |
| Georgianos   | 579       | 32,7%      | 1103      | 58,70%     |
| Rusos        | 298       | 16,8%      | 67        | 3,56%      |
| Ucranianos   | 298       | 16,8%      | 44        | 2,34%      |
| Armenios     | 298       | 16,8%      | 439       | 23,36%     |
| Griegos      | 15        | 0,8%       | 18        | 0,96%      |
| Osetios      | 569       | 32,1%      | 193       | 10,27%     |
| Loms         | -         | -          | 1         | 0,05%      |
| Alemanes     | 7         | 0,4%       | -         | -          |
| Total        | 1773      | 100%       | 1879      | 100%       |

## Economía
Bakuriani es un popular lugar de vacaciones durante todo el año, en invierno con pistas de esquí bien desarrolladas y en los meses de verano como zona de senderismo.

## Infraestructura

### Arquitectura, monumentos y lugares de interés
La zona de esquí de la estación se divide en dos partes separadas: Didveli y Kojta/Kojta-Mitarbi. El monte Kojta ofrece una altitud máxima esquiable de 2269 metros, mientras que el teleférico más alto en Didveli alcanza los 2702 metros. Desde Bakuriani hasta la montaña Kojtagori y el paso de Tsjratskaro hay telesillas y trampolines de esquí. Hay nieve artificial en las rutas de esquí de Didveli.

### Transporte
En Bakuriani hay una estación y una línea férrea que une el sitio con Boryomi, un ramal de 37 km de distancia.  
Unos pocos kilómetros al sur se encuentra la trayectoria del oleoducto Bakú-Tiflis-Ceyhan.  

## Cultura

### Deporte
En marzo de 2022, Bakuriani fue la ciudad anfitriona de slopestyle durante la Copa del Mundo de Snowboard FIS 2021-22, que se llevó a cabo en Georgia por primera vez. En marzo de 2023, se celebró aquí el Campeonato Mundial de Esquí Acrobático de 2023 con más de 700 deportistas de 42 nacionalidades distintas. Éste es también el lugar de residencia y entramiento habitual de deportistas georgianos de deportes de invierno como lo fue Nodar Kumaritashvili.

## Galería

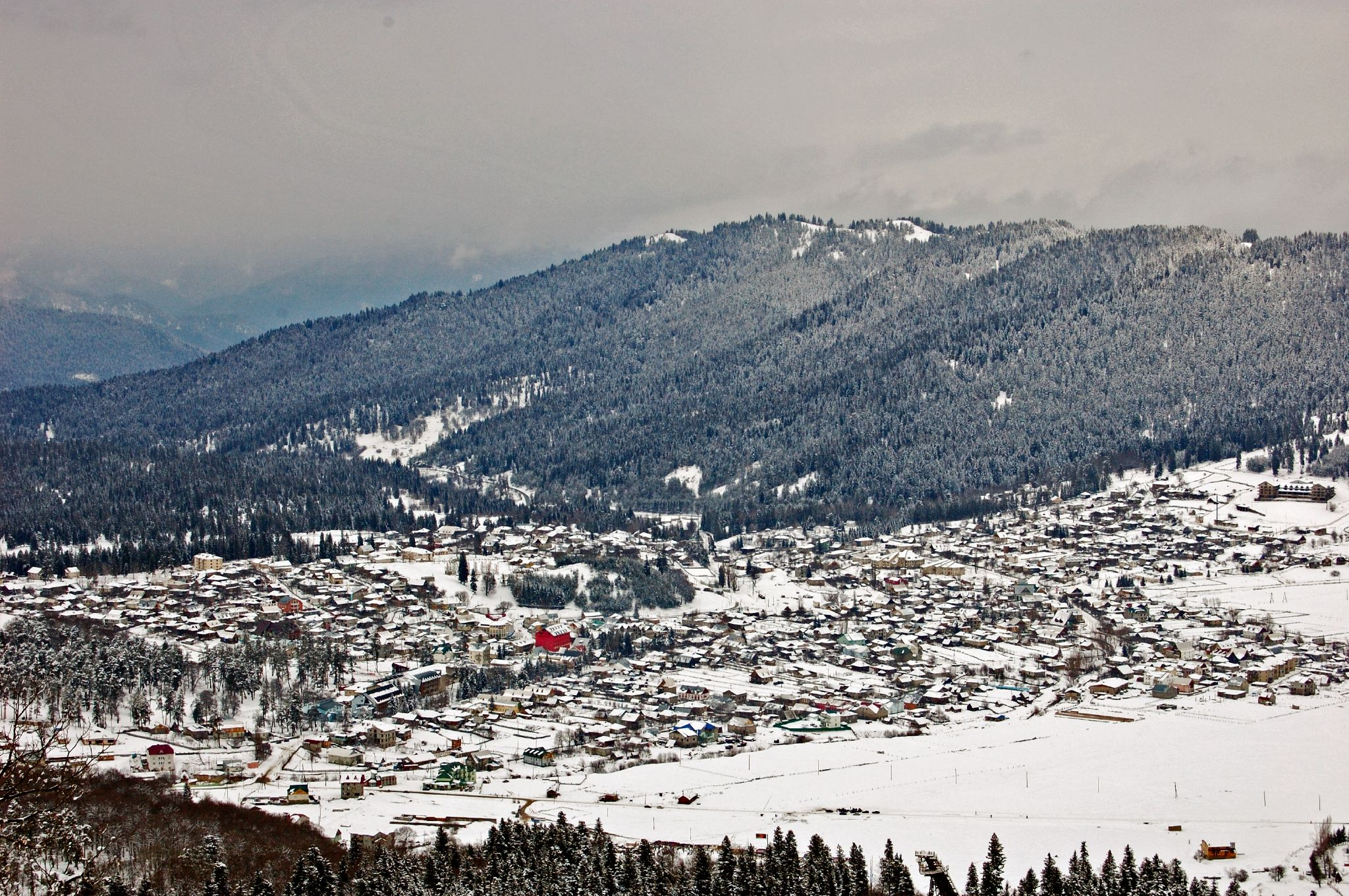
Bakuriani en invierno
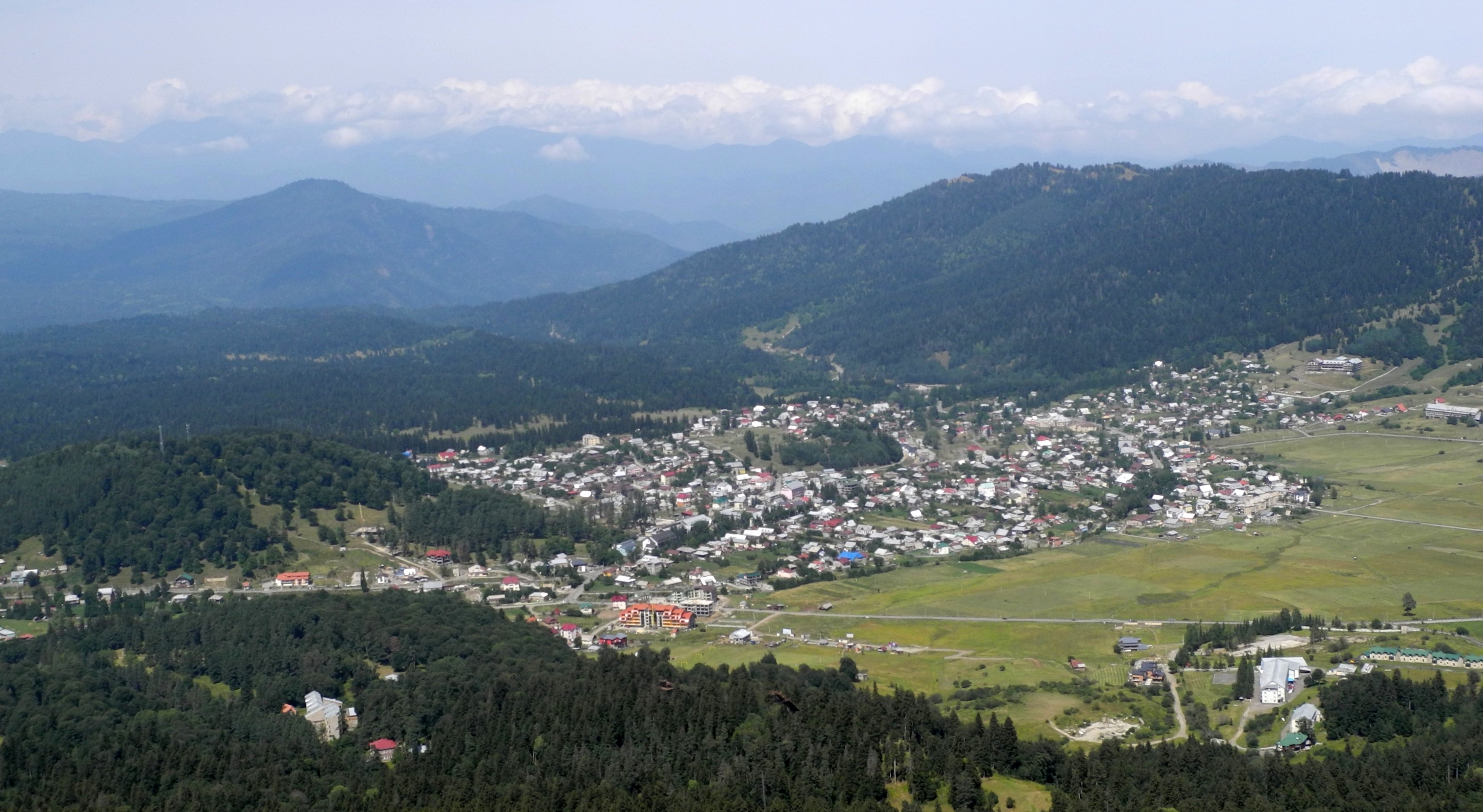
Bakuriani en verano
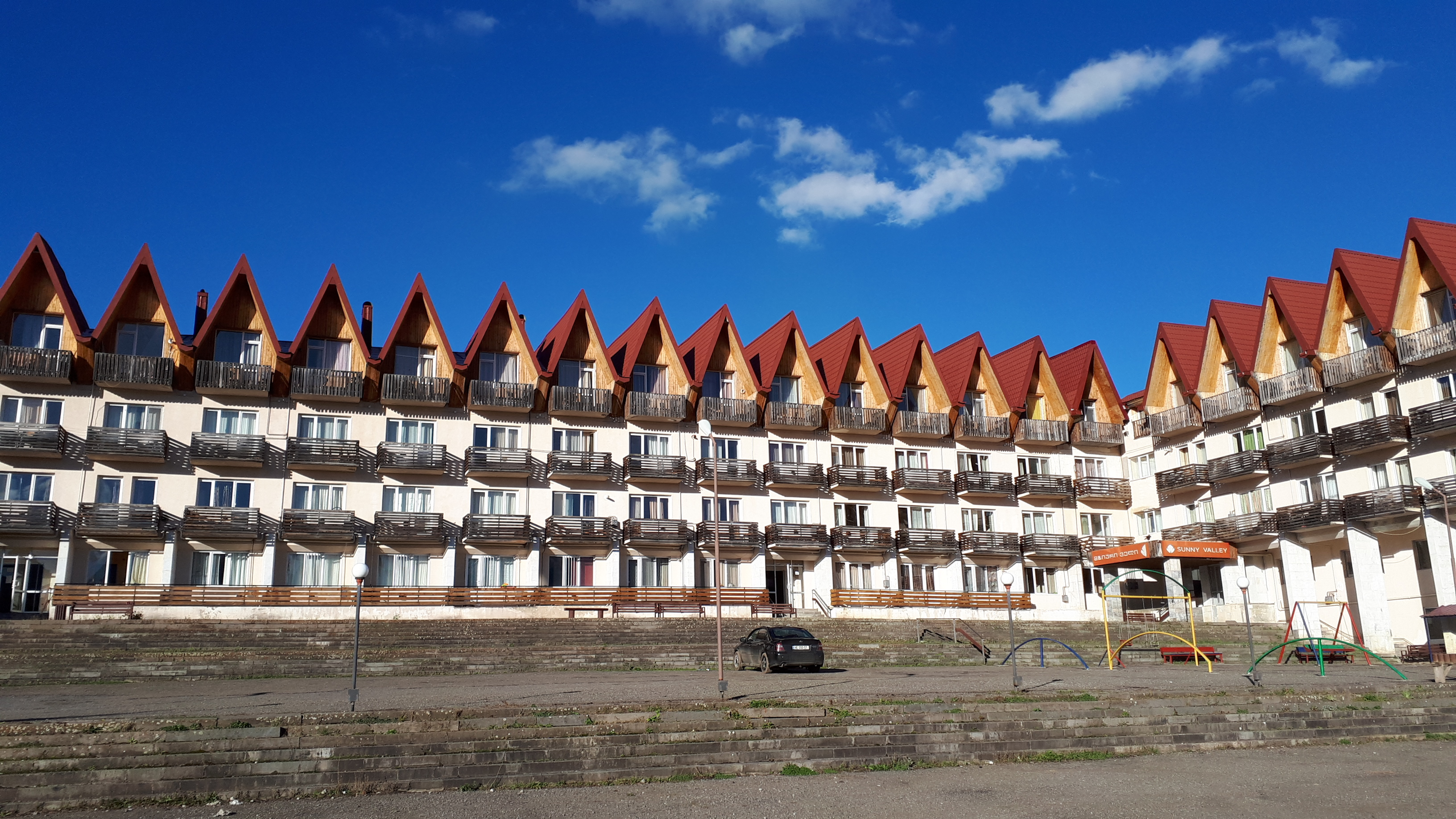
Complejo de hoteles de Bakuriani
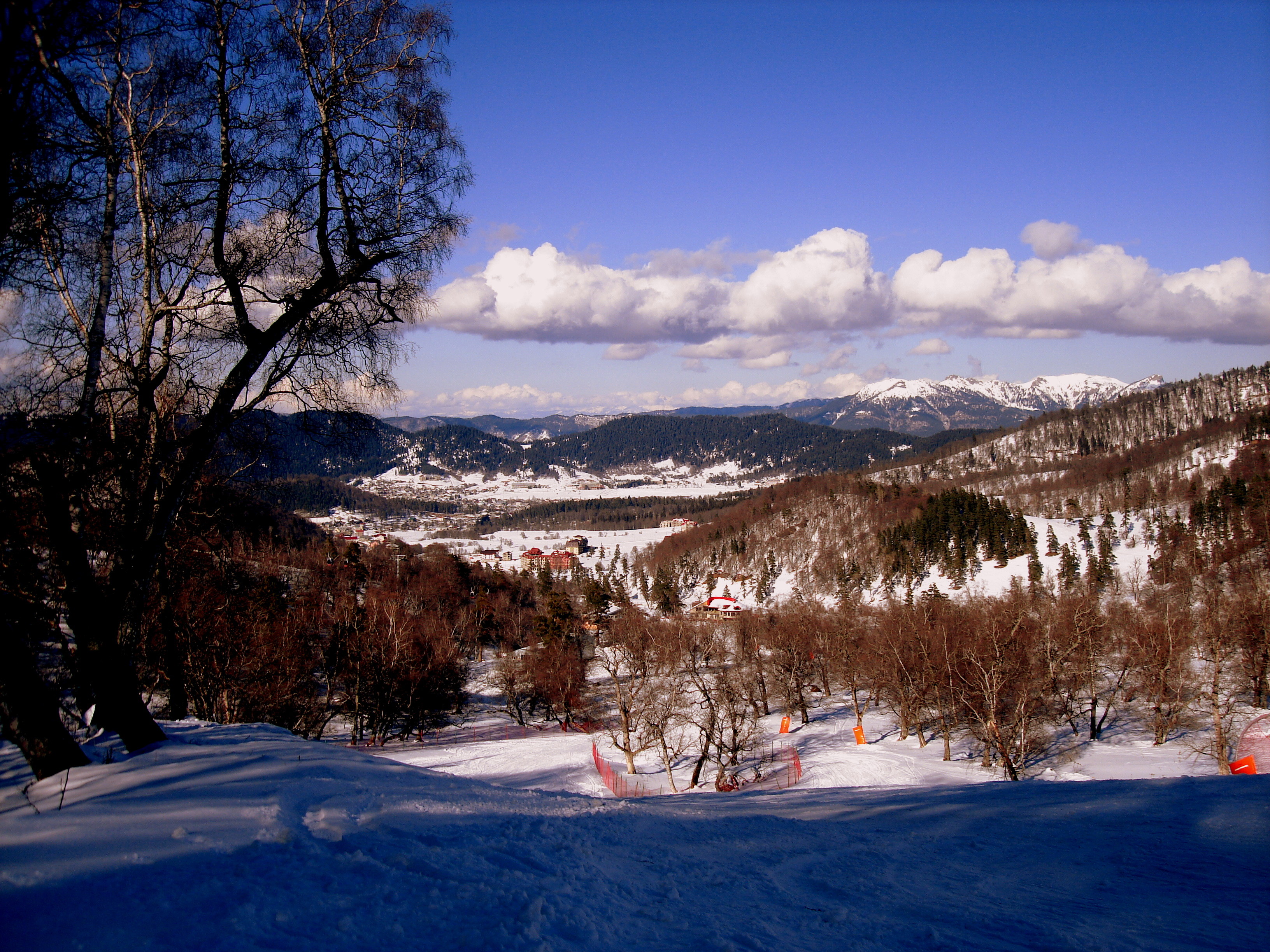
Pistas de esquí de Bakuriani

## Personas ilustres
- Koba Tsakadze (1934): saltador de esquí soviético georgiano que ganó dos eventos del Torneo de los Cuatro Trampolines.
- Kajaber Tsakadze (1969): saltador de esquí georgiano que compitió en los JJ. OO. de Invierno de 1994 y 1998.
- Guiorgui Sogoiani (1997): luger georgiano que compitió en los JJ. OO. de Invierno de 2018.